# Приматеста, Рауль Франсиско
Рауль Франсиско Приматеста (исп. Raúl Francisco Primatesta; 14 апреля 1919, Капилья-дель-Сеньор, провинция Буэнос-Айрес, Аргентина — 1 мая 2006, Кордова, Аргентина) — аргентинский кардинал. Титулярный епископ Танаиса и вспомогательный епископ Ла-Платы с 14 июня 1957 по 12 июня 1961. Епископ Сан-Рафаэля с 12 июня 1961 по 16 февраля 1965. Архиепископ Кордовы с 16 февраля 1965 по 17 ноября 1998. Кардинал-священник с титулом церкви Беата-Мария-Верджине-Аддолората-а-пьяцца-Буэнос-Айрес с 5 марта 1973.

## Образование и начало карьеры
Окончил семинарию в Ла-Плате, затем в 1937 году уехал в Рим, где учился в Папском Григорианском университете и Папском Библейском институте.
25 октября 1942 года посвящён в священники в Риме в церкви Il Gesu титулярным епископом Цезареи Палестинской Луиджи Тралья, будущим деканом Коллегии кардиналов. Вернувшись на родину в 1943 году, преподавал греческий и латинский языки в младшей семинарии родного диоцеза Ла-Плата. С 1945 года работает в главной семинарии Ла-Платы, сначала преподавателем богословия и Священного писания, а затем генеральным префектом по вопросам дисциплины, вице-ректором и ректором этого учебного заведения.

## Архиепископ
14 июня 1957 года назначен титулярным епископом Танаиса и помощником архиепископа Ла-Платы. Рукоположён в сан 15 августа 1957 года в кафедральном соборе Ла-Платы архиепископом этого диоцеза Антонио Хосе Пласой. Генеральный викарий епархии в 1957—1961 годах. 12 июня 1961 года назначен епископом Сан-Рафаэля, провинция Мендоса (вступил в должность 11 ноября того же года). Участвовал в работе Второго Ватиканского собора (1962—1965).
16 февраля 1965 года назначен архиепископом Кордовы, занимал эту кафедру на протяжении 33 лет.

## Кардинал
Возведён в сан кардинала папой Павлом VI на консистории 5 марта 1973 года. Кардинал-священник титулярной церкви Беата-Мария-Верджине-Аддолората-а-пьяцца-Буэнос-Айрес. На момент смерти был одним из старейших (по времени пребывания в сане) членов Коллегии кардиналов.
Участник двух конклавов: 25-26 августа 1978, избравшего Иоанна Павла I, и 14-16 октября 1978, на котором понтификом был избран Иоанн Павел II.
В конклаве 2005 года участия не принимал, так как по достижении 80-летнего возраста 14 апреля 1999 года потерял право участвовать в выборах папы римского.
Председатель Епископской конференции Аргентины в 1986—1998.
Подал прошение об отставке с поста архиепископа в 1994, как это и принято в Ватикане по достижении 75 лет, однако Иоанн Павел II принял отставку только спустя 5 лет, 17 ноября 1998. До 2002 возглавлял Социальную пастырскую комиссию Епископской конференции Аргентины.
Кардинал Приматеста страдал от ряда хронических сердечно-сосудистых заболеваний. В 1995 году и 2005 году перенёс две операции на сердце.
Умер в возрасте 87 лет 1 мая 2006 года в своей частной резиденции в Кордове. Похоронен в кафедральном соборе Кордовы.

## Участие в политической жизни
Рауль Приматеста был одним из влиятельнейших аргентинских прелатов как внутри Церкви, так и в её отношениях с государством. Поэтому его имя периодически связывали с рядом первых лиц военной хунты, находившейся у власти в стране в 1976—1983 годах. После её падения кардинал Приматеста выступал с защитой позиции, которую занимала Римско-католическая церковь в этот период аргентинской истории, и противостоял попыткам церковной самокритики в этой связи. В частности, его противники ставили ему в упрёк отсутствие чёткой и ясной позиции по поводу убийства в 1976 епископа Энрике Анхелельи, которое до сих пор в Церкви считается несчастным случаем.
В 1990-е кардинал Приматеста был одним из наиболее решительных критиков неолиберальной политики президента Аргентины Карлоса Менема (1989—1999 годы), которого он обвинил в росте уровня бедности среди населения страны. Возглавив Социальную пастырскую комиссию Епископской конференции Аргентины Приматеста призывал достичь «социального соглашения», которое бы помогло преодолеть экономический кризис в Аргентине 1999—2002 годах В этой связи он организовал ряд встреч между представителями профсоюзов, предпринимателями и государственными чиновниками. Приматеста также выступал как посредник во многих социальных конфликтах, в том числе и тогда, когда многочисленные семьи безработных захватили в знак протеста против своего положения кафедральный собор Кордовы.
Помимо этого, кардинал яростно защищал позицию Церкви по вопросу применения контрацептивов. Он даже публично жёстко раскритиковал губернатора провинции Кордова Рамона Местре за его новую программу здравоохранения, которая предусматривала бесплатное распространение презервативов.